# The Indian Express
The Indian Express («Індіан Експресс») — індійська газета, що належала Рамантху Ґоенткі і була заснована в 1931 році. Після його смерті в 1991 році видавнича група розділилася між членами сім'ї, а назва залишилася за мумбайським видавництвом, хоча газета публікується у кількох головних містах країни та постачається за її межі.